# Hyperaspis reppensis
Hyperaspis reppensis (лат.) — вид божьих коровок из подсемейства Scymninae.

## Описание
Тело удлинённое, имеет чёрную окраску. На надкрыльях всего одно пятно, расположенное ближе к заднему краю.

## Подвиды
- Hyperaspis reppensis quadrimaculata Redtenbacher, 1843
- Hyperaspis reppensis reppensis (Herbst, 1783)